# Christian Fieß

Signatur von Christian Fieß

Christian Fieß (* 27. Mai 1910 in Sarata, Russisches Kaiserreich; † 27. November 2001 in Mühlacker) war ein Lehrer bessarabiendeutscher Herkunft, Buchautor und Begründer des Heimatmuseums der Bessarabiendeutschen in Stuttgart. Zwischen 1976 und 1982 war er Bundesvorsitzender der Landsmannschaft der Bessarabiendeutschen.

## Leben
Christian Fieß wurde als 10. Kind von Christian Fieß und seiner Ehefrau Elisabeth, geb. Heer, geboren. Seine Eltern lebten als bessarabiendeutsche Bauern in Bessarabien, das zu dieser Zeit zum russischen Zarenreich gehörte. Christian Fieß wurde im Dorf Sarata geboren, das 1940 etwa 2.100 deutschstämmige Bewohner hatte. Das Dorf gründeten 1822 Auswanderer aus Württemberg und Bayern. Sie wurden vom katholischen Priester Ignaz Lindl geführt und waren aus religiösen Gründen nach Südrussland gezogen.
Christian Fieß besuchte zunächst die Volksschule in Sarata und wechselte 1923 auf die dortige Werner-Schule. Nach bestandener Prüfung war er 1930 ausgebildeter Lehrer. Danach leistete er seinen Wehrdienst in der rumänischen Armee ab. Im Anschluss fand er keine Aufnahme in den rumänischen Schuldienst. Eine Intervention des bessarabiendeutschen Oberpastors und rumänischen Abgeordneten Daniel Haase beim Unterrichtsministerium blieb erfolglos. Danach war Christian Fieß in den bessarabiendeutschen Siedlungen Leipzig, Jekaterinowka und Kolatschowka und auch in Siebenbürgen als Lehrer angestellt. 1936 nahm er beim Volksrat der Bessarabiendeutschen ein Amt in der Jugendarbeit auf. Bald wurde er in den engeren Kreis dieses Selbstverwaltungs- und Mitbestimmungsorgans aufgenommen. Seine Tätigkeit für den Volksrat führte zur Gründung von Jugendgruppen in zahlreichen bessarabiendeutschen Siedlungen. Dadurch kam es zu Besuchskontakten mit Jugendlichen aus dem Deutschen Reich. Im Kurort Bad Burnas am Schwarzen Meer gründete Fieß ein Jugendheim, zu dem Jugendausflüge aus dem Landesinneren stattfanden.
1940 heiratete Christian Fieß Emma Wagner. Aus der Ehe gingen zwei Kinder hervor. Nach der Umsiedlung der Bessarabiendeutschen 1940 siedelte man ihn mit seiner Frau im Wartheland wieder an. 1942 wurde er von der Wehrmacht als Soldat eingezogen und während des Zweiten Weltkriegs in Russland schwer verwundet. Aus der Gefangenschaft kehrte er 1947 nach Deutschland zurück und wurde bald in Mühlacker ansässig. Damit kehrte er in den Ort zurück, aus dem seine Vorfahren Anfang des 19. Jahrhunderts nach Bessarabien ausgewandert waren. Fieß wurde in Mühlacker als Lehrer in den Schuldienst übernommen. Später wurde er dort Rektor einer Schule.
1952 gründete Christian Fieß das Heimatmuseum der Bessarabiendeutschen in Stuttgart. Vorläufer in Bessarabien war das Kulturhistorische Heimatmuseum der Deutschen in Bessarabien, das von 1922 bis 1940 in seinem Heimatort Sarata bestand. Das Museum wurde von seinem Schwiegervater Immanuel Wagner gegründet.
Zwischen 1976 und 1982 war Christian Fieß Bundesvorsitzender der Landsmannschaft der Bessarabiendeutschen, danach wurde er zum Bundesehrenvorsitzenden ernannt.
Zuletzt lebte Christian Fieß in einem Altenheim. Er wurde auf dem Friedhof in Mühlacker-Dürrmenz beerdigt.

## Werke
- Heimatbuch Sarata 1822–1940. Mühlacker, 1979
- Das dörfliche Leben in Bessarabien im Jahresablauf. Mühlacker, 1988
- Die Auswanderer der Stadt Mühlacker 1577–1952 im Spiegel der württembergischen Auswanderungsgeschichte. Mühlacker, 1986